# Özge Gürel
Özge Gürel (Estambul, 5 de febrero de 1987) es una actriz, cantante y modelo turca, conocida por interpretar el papel de Öykü Acar en la serie Kiraz Mevsimi, por el papel de Nazli Pinar en la serie Dolunay y por el papel de Ezgi İnal en la serie Bay Yanlış.

## Biografía
Özge Gürel nació el 5 de febrero de 1987 en Estambul (Turquía), de padre Ercüment Gürel. Originaria de la ciudad de Silivri, allí pasó su infancia y adolescencia hasta graduarse. La menor de tres hermanas, es hija de un inmigrante de Salónica, mientras que su padre es de etnia circasiana.

## Carrera
Özge Gürel interrumpió sus estudios de negocios internacionales en la Universidad de Eskihirehir para dedicarse a la actuación en Estambul. Tras seguir la trayectoria de la actriz Özay Fecht, en 2010 y 2011 se adentró en el mundo de la interpretación con el personaje de Zeynep en la serie Kızım nerede?. En 2011, interpretó el papel de Derya en la serie emitida en Samanyolu TV Ve İnsan Aldandı.
En 2013 y 2014 interpretó el papel de Melisa en la serie emitida en ATV Hazur Sokağı. En los mismos años se unió al elenco de la serie emitida en Star TV Medcezir, en el papel de Ada Savaşer. En 2014, interpretó el papel de Rana Hatun en la serie emitida en Star TV Muhteşem Yüzyıl . En el mismo año interpretó el papel de Kardelen en la película Bizum Hoca dirigida por Serkan Acar y Yılmaz Okumuş. En el mismo año protagonizó el cortometraje Afra dirigido por Alper Altug y Goksel Demir.
En 2014 y 2015 protagonizó junto al actor Serkan Çayoğlu la serie emitida en Fox Kiraz Mevsimi, una serie que tuvo mucho éxito en Turquía y en el extranjero. Su personaje, la aspirante a diseñadora de moda Öykü Acar Dinçer, ganó sus premios como Mejor actriz del año en los 3rd Wish Awards de la Universidad de Yeditepe y como Mejor actriz emergente en los Future Fest Awards, también fue nominada al Seoul International Drama Award a la Mejor actriz. Para la serie grabó la canción Kahramanımsın.
En 2017 interpretó el papel principal de Haziran en la serie emitida en Star TV Yıldızlar Şahidim. En el mismo año actuó en las películas İlk Öpücük dirigida por Alpgiray Uğurlu (en el papel de Demet) y en İlk Öpücük dirigida por Murat Onbul (en el papel de Bahar). En el mismo año fue el rostro de la protagonista Nazmiye "Nazlı" Pinar en la serie emitida en Star TV Dolunay, junto con el actor Can Yaman.
En 2018 fue elegida para interpretar el papel de Gökçe Demir en la película Börü dirigida por Can Emre y Cem Özüduru, junto al actor Serkan Çayoğlu y posteriormente también protagonizó la miniserie basada en la película titulada Börü. En 2018 y 2019 estuvo ocupada interpretando el papel de Nilüfer Can en la serie emitida en Kanal D Muhteşem İkili, junto a los actores Kerem Bürsin, Ibrahim Celikkol y Öykü Karayel.
En 2019 fue la protagonista de la película Annem dirigida por el director Mustafa Kotan, que protagonizó junto a los actores Sumru Yavrucuk y Sercan Badur. Recibió el premio a la Mejor actriz de reparto en los Latin Turkish Awards por su actuación en la película Kızım Nerede?. Además de actuar, se ha convertido en la cara publicitaria de la marca Penti. En noviembre de 2019 posó para la portada de Marie Claire.
De junio a octubre de 2020 volvió a colaborar con Can Yaman, interpretando el papel de Ezgi İnal en la serie emitida en Fox Bay Yanlış. En el mismo año regresó al cine con la película Kar Kırmızı dirigida por Atalay Tasdiken. En 2022 interpretó el papel de Dicle Aydın en la serie web de beIN Connect Hayaller ve Hayatlar. En 2022 y 2023 fue elegida para interpretar el papel del protagonista Canan Doğan en la serie emitida en Show TV Sipahi, junto a los actores Kaan Yıldırım y Kerem Alışık. En 2023 interpretó el papel de Feride İpekoğlu en la película Savrulan Zaman dirigida por Selim Evci.

## Vida personal
Özge Gürel desde 2014 está vinculada sentimentalmente con el actor Serkan Çayoğlu, a quien conoció en el set de la serie Kiraz Mevsimi. El 14 de julio de 2022 se casó con su pareja, mientras que la ceremonia se desarrolló en Alemania entre familiares y amigos cercanos. En agosto del mismo año la pareja se casó por segunda vez, mientras que la ceremonia se llevó a cabo en Verona, Italia.

## Filmografía

### Cine
| Año  | Título                 | Personaje       | Director                    | Notas        |
| ---- | ---------------------- | --------------- | --------------------------- | ------------ |
| 2014 | Bizum Hoca             | Kardelen        | Serkan Acar y Yılmaz Okumuş | Secundaria   |
| 2017 | Organik Aşk Hikâyeleri | Demet           | Alpgiray Uğurlu             | Protagonista |
| 2017 | İlk Öpücük             | Bahar           | Murat Onbul                 | Protagonista |
| 2018 | Börü                   | Gökçe Demir     | Can Emre y Cem Özüduru      | Secundaria   |
| 2019 | Annem                  | Nazlı           | Mustafa Kotan               | Protagonista |
| 2020 | Kar Kırmızı            | Zeynep          | Atalay Tasdiken             | Protagonista |
| 2023 | Savrulan Zaman         | Feride İpekoğlu | Selim Evci                  | Protagonista |

### Televisión
| Año       | Título            | Personaje             | Cadeña       | Episodios    | Notas              |
| --------- | ----------------- | --------------------- | ------------ | ------------ | ------------------ |
| 2010-2011 | Kızım Nerede?     | Zeynep                | ATV          | 26 episodios | Protagonista       |
| 2011      | Ve İnsan Aldandı  | Derya                 | Samanyolu TV | 1 episodio   | Secundaria         |
| 2013      | Huzur Sokağı      | Melisa                | ATV          | 36 episodios | Secundaria         |
| 2013-2014 | Medcezir          | Ada Savaşer           | Star TV      | 32 episodios | Secundaria         |
| 2014      | Muhteşem Yüzyıl   | Rana Hatun            | Star TV      | 11 episodios | Secundaria         |
| 2014-2015 | Kiraz Mevsimi     | Öykü Acar             | Fox          | 59 episodios | Protagonista       |
| 2017      | Yıldızlar Şahidim | Haziran               | Star TV      | 4 episodios  | Protagonista       |
| 2017      | Dolunay           | Nazmiye "Nazlı" Pinar | Star TV      | 26 episodios | Protagonista       |
| 2018      | Börü              | Gökçe Demir           | Star TV      | 2 episodios  | Aparición especial |
| 2018-2019 | Muhteşem İkili    | Nilüfer Can           | Kanal D      | 12 episodios | Protagonista       |
| 2020      | Bay Yanlış        | Ezgi İnal             | Fox          | 14 episodios | Protagonista       |
| 2022-2023 | Sipahi            | Canan Doğan           | Show TV      | 8 episodios  | Protagonista       |

### Web TV
| Año  | Título               | Personaje   | Plataforma   | Episodios    | Notas        |
| ---- | -------------------- | ----------- | ------------ | ------------ | ------------ |
| 2022 | Hayaller ve Hayatlar | Dicle Aydın | beIN Connect | 26 episodios | Protagonista |

### Cortometrajes
| Año  | Título | Director                   |
| ---- | ------ | -------------------------- |
| 2014 | Afra   | Alper Altug y Goksel Demir |

### Videoclip
| Año  | Título              | Álbum   |
| ---- | ------------------- | ------- |
| 2015 | İstanbul Beni Bırak | Laterna |
| 2015 | Kiraz Mevsimi       |         |
| 2016 | Affet               | 12 Kalp |

## Comerciales
| Año  | Título   | Role             | Notas                    |
| ---- | -------- | ---------------- | ------------------------ |
| 2012 | Milka    | Chica en el bar  | Chocolate                |
| 2012 | Bi Falım | Ella misma       | Chicle                   |
| 2013 | Vodafone | Alumna           | Telecomunicación         |
| 2013 | Doritos  | Ella misma       | Comida chatarra          |
| 2014 | Pepsi    | Veterinaria      | Junto con Burak Özçivit  |
| 2015 | Ford     | Öykü Acar Dinçer | Junto con Serkan Çayoğlu |
| 2015 | Bellona  | Öykü Acar Dinçer | Muebles                  |
| 2019 | Penti    | Ella misma       | Medias                   |

## Discografía

### Individual
| Año  | Título           | Artista                                          | Álbum                             | Notas |
| ---- | ---------------- | ------------------------------------------------ | --------------------------------- | ----- |
| 2014 | Kiraz Mevsimi    |                                                  |                                   |       |
| 2014 | Kahramanımsın    | Volkan Akmehmet & İnanç Şanver, feat. Özge Gürel | Banda sonora de Kiraz Mevsimi     |       |
| 2015 | Bir Bahar Akşamı |                                                  |                                   |       |
| 2016 | Affet            | 12 Kalp                                          |                                   |       |
| 2017 | Ateşböceği       |                                                  | Banda sonora de Yıldızlar Şahidim |       |

## Premios y reconocimientos
| Año  | Premio                                | Categoría                               | Trabajo                | Resultado | Notas                                   |
| ---- | ------------------------------------- | --------------------------------------- | ---------------------- | --------- | --------------------------------------- |
| 2015 | Future Fest Awards                    | Mejor actriz revelación                 | Kiraz Mevsimi          | Ganadora  |                                         |
| 2015 | 42. Premios Altın Kelebek             | Mejor actriz de comedia del año         | Kiraz Mevsimi          | Ganadora  |                                         |
| 2015 | Pantene Golden Butterfly Awards       | Mejor pareja                            | Kiraz Mevsimi          | Nominada  | Junto con Serkan Çayoğlu                |
| 2015 | Yeditepe University 3rd Wish Awards   | Mejor actriz del año                    | Kiraz Mevsimi          | Ganadora  |                                         |
| 2015 | Seoul International Drama Award       | Mejor actriz                            | Kiraz Mevsimi          | Nominada  |                                         |
| 2016 | 1. YBU Media Awards                   | Mejor actriz en una serie de televisión | Kiraz Mevsimi          | Nominada  |                                         |
| 2016 | Turkey Youth Awards                   | Mejor actriz en una serie de televisión | Yildizlar Sahidim      | Nominada  |                                         |
| 2017 | Turkey Youth Awards                   | Mejor actriz en una serie de televisión | Kiraz Mevsimi          | Nominada  |                                         |
| 2017 | ReelHeART International Film Festival | Mejor reparto                           | Organik Ask Hikayeleri | Ganadora  | Compartido con el elenco de la película |
| 2017 | Pantene Golden Butterfly Awards       | Mejor pareja de una serie               | Dolunay                | Nominada  | Junto con Can Yaman                     |
| 2018 | Pantene Golden Butterfly Awards       | Mejor actriz de comedia romántica       | Dolunay                | Nominada  |                                         |
| 2019 | Latina Turkish Awards                 | Mejor actriz de reparto                 | Kızım Nerede?          | Ganadora  |                                         |
| 2020 | GMA ADHOA Awards 2019                 | Mejor actriz del año                    | Dolunay                | Ganadora  |                                         |
| 2020 | 57. Altın Portakal Film Festivali     | Mejor actriz                            | Kar Kırmızı            | Nominada  |                                         |
| 2020 | Premios Telenovelas España            | Mejor actriz extranjera                 |                        | Ganadora  |                                         |
| 2020 | Premios Telenovelas España            | Chica de ensueño                        | Ganadora               |           |                                         |
| 2020 | Premios Telenovelas España            | Pareja más apasionada                   | Dolunay                | Ganadora  | Junto con Can Yaman                     |
| 2021 | Premios Telenovelas España            | Pareja más apasionada                   | Dolunay                | Ganadora  | Junto con Can Yaman                     |
| 2021 | Premios Telenovelas España            | Mejor actriz extranjera                 | Dolunay                | Ganadora  |                                         |
| 2021 | Pantene Golden Butterfly Awards       | Mejor actriz de comedia romántica       | Bay Yanlış             | Nominada  |                                         |
| 2022 | Premios Nova                          | Mejor pareja                            | Bay Yanlış             | Ganadora  | Junto con Can Yaman                     |